# Liste des conseillers régionaux de l'Indre

## Mandature 2021-2028
| Nom | Nom               | Parti | Groupe                                            | Positionnement | Autres mandats                             |
| --- | ----------------- | ----- | ------------------------------------------------- | -------------- | ------------------------------------------ |
|     | Anne Besnier      | PS    | Socialistes, radicaux et démocrates               | Majorité       |                                            |
|     | Mathilde Fouchet  | PS    | Socialistes, radicaux et démocrates               | Majorité       |                                            |
|     | Dominique Roullet | PS    | Socialistes, radicaux et démocrates               | Majorité       |                                            |
|     | Jérémie Godet     | EELV  | Écologie et solidarité                            | Majorité       |                                            |
|     | Nicolas Forissier | LR    | Union de la droite, du centre et des indépendants | Opposition     | Député de la 2e circonscription de l'Indre |
|     | Delphine Geneste  | LR    | Union de la droite, du centre et des indépendants | Opposition     | Maire de Déols                             |
|     | Mylène Wunsch     | RN    | Rassemblement national et alliés                  | Opposition     | Conseillère municipale de Chateauroux      |

## Mandature 2015-2021
| Nom | Nom                       | Parti | Groupe                              | Positionnement | Autres mandats |
| --- | ------------------------- | ----- | ----------------------------------- | -------------- | -------------- |
|     | Matthieu Colombier        | FN    | Front national                      | Opposition     |                |
|     | Nicolas Forissier         | LR    | Union de la droite et du centre     | Opposition     |                |
|     | Dominique Cotillon-Dupoux | LR    | Union de la droite et du centre     | Opposition     |                |
|     | Dominique Roullet         | PS    | Socialistes, radicaux et démocrates | Majorité       |                |
|     | Kaltoum Benmansour        | PS    | Socialistes, radicaux et démocrates | Majorité       |                |
|     | Gérard Nicaud             | EÉLV  | Écologistes                         | Majorité       |                |
|     | Annick Gombert            | PS    | Socialistes, radicaux et démocrates | Majorité       | Maire du Blanc |

## Mandature 2010-2015
L'Indre compte 8 conseillers régionaux sur les soixante-dix-sept élus qui composent l'assemblée du conseil régional du Centre issus des élections des 14 et 21 mars 2010.
Les 8 conseillers régionaux sont répartis en trois élus PS-PRG ou apparentés, deux élus UMP-NC ou apparentés, un élu EÉLV ou apparentés, un élu PCF-PG ou apparentés, et un élu FN.
| Nom | Nom                | Groupe | Positionnement       | Autres mandats |
| --- | ------------------ | ------ | -------------------- | -------------- |
|     | Kaltoum Benmansour | PSa    | Majorité régionale   |                |
|     | Mathieu Colombier  | FN     | Opposition           |                |
|     | Jean Delavergne    | EÉ     | Majorité régionale   |                |
|     | Michel Fradet      | GC-FdG | Majorité régionale   |                |
|     | Annick Gombert     | PSa    | Majorité régionale   |                |
|     | François Jolivet   | URPC   | Opposition régionale |                |
|     | Paulette Picard    | UPRC   | Opposition régionale |                |
|     | Dominique Roullet  | PSa    | Majorité régionale   |                |

## Mandature 2004-2010
L'Indre compte 9 conseillers régionaux sur les soixante-dix-sept élus qui composent l'assemblée du conseil régional du Centre issus des élections des 21 et 28 mars 2004.
| Nom | Nom               | Groupe | Positionnement       | Autres mandats |
| --- | ----------------- | ------ | -------------------- | -------------- |
|     | Dominique Fleurat | PS     | Majorité régionale   |                |
|     | Jean Delavergne   | Verts  | Majorité régionale   |                |
|     | Annick Gombert    | PS     | Majorité régionale   |                |
|     | Michel Hubault    | FN     | Opposition           |                |
|     | François Jolivet  | UMP    | Opposition régionale |                |
|     | Pierre Julien     | PS     | Majorité régionale   |                |
|     | Marianne Legendre | UMP    | Opposition régionale |                |
|     | Évelyne Melinat   | PCF    | Majorité régionale   |                |
|     | Dominique Roullet | PS     | Majorité régionale   |                |